# MYO18B
MYO18B‏ (Myosin XVIIIB) هوَ بروتين يُشَفر بواسطة جين MYO18B في الإنسان.

## الوظيفة
قد يُنظّم البروتين المُشفّر بواسطة هذا الجين جيناتٍ خاصة بالعضلات عند وجوده في النواة، وقد يُؤثّر على حركة البيانات داخل الخلايا عند وجوده في السيتوبلازم. يعمل البروتين المُشفّر كثنائي متماثل، وقد يتفاعل مع بروتين الأكتين F. ترتبط الطفرات في هذا الجين بسرطان الرئة.